# Infjärdens Sportklubb
O Infjärdens SK é um clube de futebol da Suécia fundado em 1990. Sua sede fica localizada em Piteå. Em 2009 disputou a Division 2 Norrland, uma das seis ligas da quarta divisão do futebol sueco, terminando na última colocação dentre os 12 clubes participantes.